# Podmokly (Děčín)

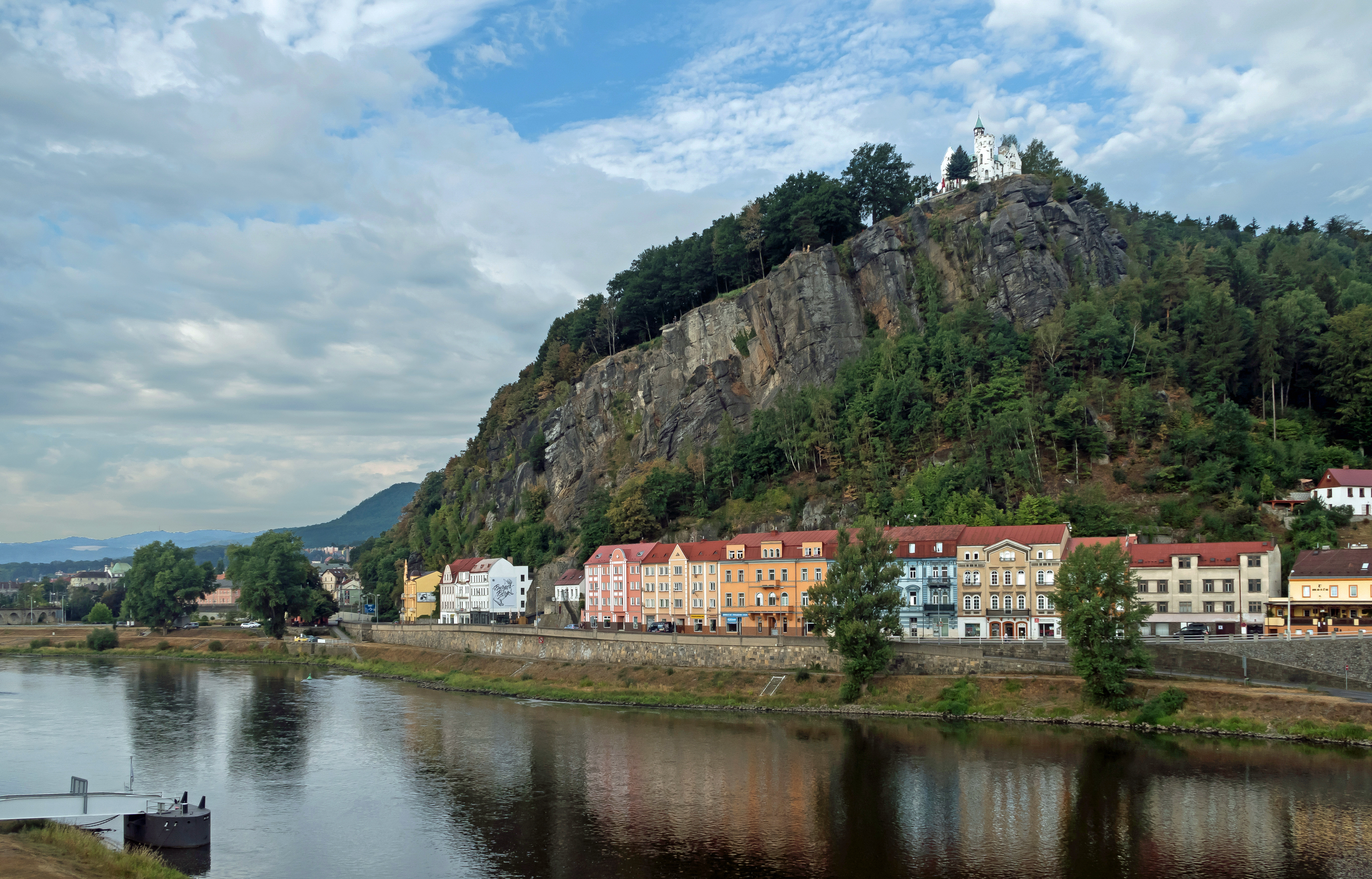
Blick auf Podmokly (Bodenbach)

Podmokly (deutsch Bodenbach an der Elbe) war eine Stadt am linken Ufer der Elbe im nördlichen Böhmen. Dort befindet sich seit 1851 der wichtigste Grenzbahnhof zwischen Böhmen und Sachsen. Podmokly ist heute der linkselbische Stadtteil  Děčín IV.

## Geschichte
Das Gebiet um Bodenbach gehörte vom 10. bis zum 13. Jahrhundert zur Gaugrafschaft Tetschen und kam 1305 zur Herrschaft Tetschen unter den Wartenbergern. Danach wechselten die Herrschaftsverhältnisse mehrfach. Erst ab 1628 gehörte das Gebiet den Freiherren und späteren Grafen von Thun. Im Jahr 1850 wurde die Patrimonialgerichtsbarkeit aufgehoben und es entstand eine moderne Gemeindeverwaltung für Bodenbach.
Die kleinen Orte rund um Bodenbach gehörten seit dem 13. Jahrhundert zum Kirchsprengel Rosawitz. Von 1559 bis 1624 war Bodenbach evangelisch-lutherisch. Dann ist die Rekatholisierung durch habsburgischen Druck durchgesetzt worden. Erst ab 1850 gab es wieder eine evangelische Gemeinde. Ab 1875 wanderten auch jüdische Familien in die Stadt ein und gründeten 1885 einen Betverein. 1906/07 wurde die Synagoge im orientalischen Stil erbaut.
Die Erhebung zur Stadt erfolgte erst 1901. Die Gesamtfläche der Stadt Bodenbach betrug 952 ha. Im Jahr 1939 hatte Bodenbach 20.000 Einwohner. Im Jahr 1942 erfolgte die Vereinigung von Tetschen, Bodenbach und Altstadt zur Stadt Tetschen-Bodenbach, die damals über 36.000 Einwohner hatte.
Im Jahr 1945 wurde die Stadt in Děčín-Podmokly umbenannt. Ab 1947 wurde der einheitliche Stadtname Děčín eingeführt.

## Ortsteile
Die Gemeinde Bodenbach entstand 1850 durch die Vereinigung von 13 Ortschaften, und zwar
- Bodenbach (Podmokly)
- Bösegründel (Žlíbek)
- Herbstwiese (Letná)
- Krochwitz (Chrochvice)
- Kröglitz (Chrást)
- Nieder-Ullgersdorf (Dolní Oldřichov)
- Ober-Ullgersdorf (Horní Oldřichov)
- Pfaffendorf (Popovice)
- Rosawitz (Rozbělesy)
- Rotberg (Červený vrch)
- Seldnitz (Želenice)
- Weiher
- Wenzelsdorf (Václavov).

## Persönlichkeiten
- Friedrich Drexel (1885–1930), Archäologe
- Johanna Haarer  (1900–1988), deutschböhmische Ärztin und Autorin von Schwangeren- und Erziehungsratgebern
- Karl Holey (1879–1955), österreichischer Architekt, Denkmalpfleger und Wiener Dombaumeister
- Hanuš Jochowitz (1920–1945), Musiker, NS-Opfer
- Karlheinz Klimt (1934–2022), Biologe, Schriftsteller, Puppenspieler und Drehorgelspieler
- Max Kulisch (1870–1946), österreichischer Rechtswissenschaftler, Universitätsprofessor und Verfassungsrichter
- Karl Valentin Müller (1896–1963), deutscher Gewerkschafter, Sozialdemokrat, Soziologe und Sozialanthropologe
- Jindřiška Nováková (1928–1942), Schülerin, das jüngste weibliche Opfer des Konzentrationslagers Mauthausen
- Rudolf Perthen (1884–1941), österreichischer Architekt
- Helmut Preidel (1900–1980), deutschböhmischer Archäologe
- Wilhelm Schlössinger OP (1880–1941), deutscher römisch-katholischer Geistlicher, Dominikaner und Märtyrer
- Hans Ticha (* 1940), deutscher Maler, Grafiker und Buchillustrator